# 唐太后
唐太后（とうたいごう、またはとうたいこう、生没年不詳）は、秦の王太后。本名と両親は不明。昭襄王の側室または妾で後宮での位階は八子の為、唐八子とも。子は後に昭襄王の跡を継ぎ孝文王となる安国君こと公子柱。

## 経歴
昭襄王56年（紀元前251年）、昭襄王が崩御し安国君が孝文王として秦王に即位。この時唐八子は既に亡くなっていた為、孝文王は生母に太后を諡号。また、芷陽（現在の陝西省西安市長安区）に昭襄王と合葬した。